# Cantón de Bastia-6 ''Montesoro-Furiani''
El cantón de Bastia-6 Montesoro-Furiani era una división administrativa francesa que estaba situada en el departamento de Alta Córcega y la región de Córcega.

## Composición
El cantón estaba formado por el barrio de Montesoro de la comuna de Bastia más una comuna:
- Bastia (fracción)
- Furiani

## Supresión del cantón de Bastia-6Montesoro-Furiani
En aplicación del Decreto nº 2014-255 de 26 de febrero de 2014, el cantón de Bastia-6 Montesoro-Furiani fue suprimido el 22 de marzo de 2015 y sus 2 comunas pasaron a formar parte del nuevo cantón de Bastia-4.